# Нове Запоріжжя (Запорізький район)
Нове́ Запорі́жжя —  село в Україні, у Запорізькому районі Запорізької області. Входить до складу Долинської сільської громади.
Населення становить 771 осіб.

## Географія
Село Нове Запоріжжя розташоване на відстані 1 км від селища Канцерівка та за 2 км від села Зеленопілля. Поруч проходять автошлях національного значення Н23 та залізнична лінія Апостолове — Запоріжжя, за 1 км від села розташована найближча залізнична станція Канцерівка.

## Історія
Село Нове Запоріжжя засноване у 1922 році.
До 2016 року було у складі Долинської сільської ради.
22 червня 2023 року рішенням Національної комісії зі стандартів державної мови віднесено до списку населених пунктів, які «можуть не відповідати лексичним нормам української мови», зокрема стосуватися «російської імперської чи колоніальної політики». Громаді рекомендовано обґрунтувати доцільність збереження поточної назви або запропонувати нову назву в установленому законодавством порядку.

## Населення

### Мова
Розподіл населення за рідною мовою за даними перепису 2001 року:
| Мова            | Кількість | Відсоток |
| --------------- | --------- | -------- |
| українська      | 606       | 78.60%   |
| російська       | 138       | 17.90%   |
| вірменська      | 20        | 2.59%    |
| білоруська      | 4         | 0.52%    |
| інші/не вказали | 3         | 0.39%    |
| Усього          | 771       | 100%     |

## Економіка
- ТОВ «Запоріжбудторг».
- ТОВ «Дружба».

## Об'єкти соціальної сфери
- Дитячий дошкільний навчальний заклад.
- Школа.
- Будинок культури.
- Фельдшерсько-акушерський пункт.
- Спортивний майданчик.
- Стадіон.
- Клуб.